# أسا ميدير
أسا ميدير (بالإنجليزية: Asa Mader)‏ هو فنان وكاتب سيناريو ومخرج أمريكي، ولد في 20 فبراير 1975.

## وصلات خارجية
- أسا ميدير على موقع IMDb (الإنجليزية)
- أسا ميدير على موقع ألو سيني (الفرنسية)
- أسا ميدير على موقع كينوبويسك (الروسية)